# مارسين نواك (عداء سريع)
مارسين نواك (بالبولندية: Marcin Nowak)‏ هو عداء سريع بولندي، ولد في 2 أغسطس 1977 في ستالووا وولا ‏ في بولندا.

## وصلات خارجية
- مارسين نواك على موقع الاتحاد الدولي لألعاب القوى (الإنجليزية)
- مارسين نواك على موقع أوليمبيديا (الإنجليزية)
- مارسين نواك على موقع اللجنة الأولمبية البولندية (مؤرشف) (البولندية)